# Rijksbeschermd gezicht Ten Arlo
Gezicht Ten Arlo is een van rijkswege beschermd dorpsgezicht in Ten Arlo ten noorden van Zuidwolde in de Nederlandse provincie Drenthe. De procedure voor aanwijzing werd gestart op 4 augustus 1988. Het gebied werd op 27 september 1991 definitief aangewezen. Het beschermd gezicht beslaat een oppervlakte van 19,2 hectare.
Panden die binnen een beschermd gezicht vallen krijgen niet automatisch de status van beschermd monument. Wel zal de gemeente het bestemmingsplan aanpassen om nieuwe ontwikkelingen in het gebied te reguleren. De gezichtsbescherming richt zich op de stedenbouwkundige en cultuurhistorische waardering van een gebied en wil het toekomstig functioneren daarvan veiligstellen.

## Afbeeldingen

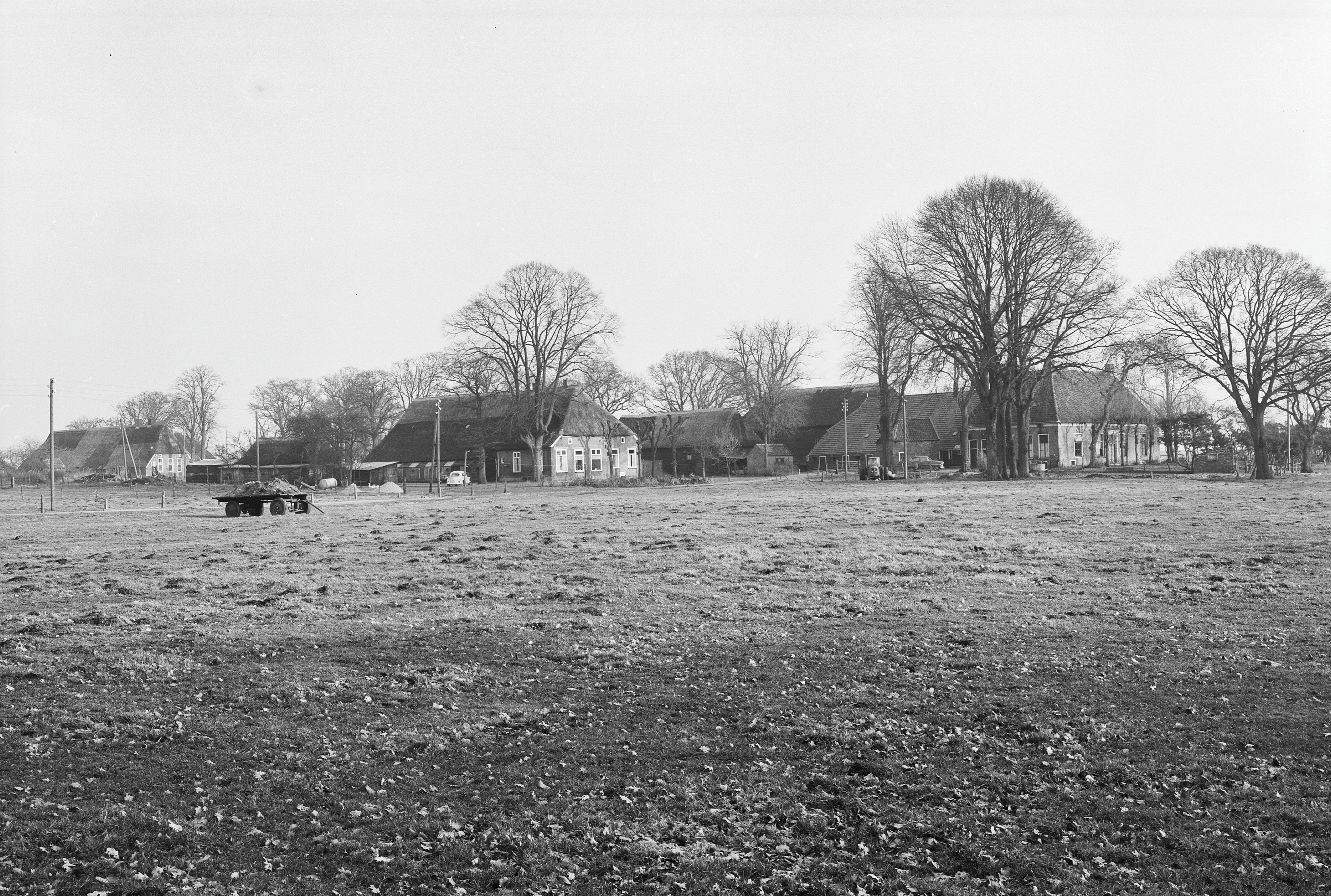
Groep Ten Heuvel
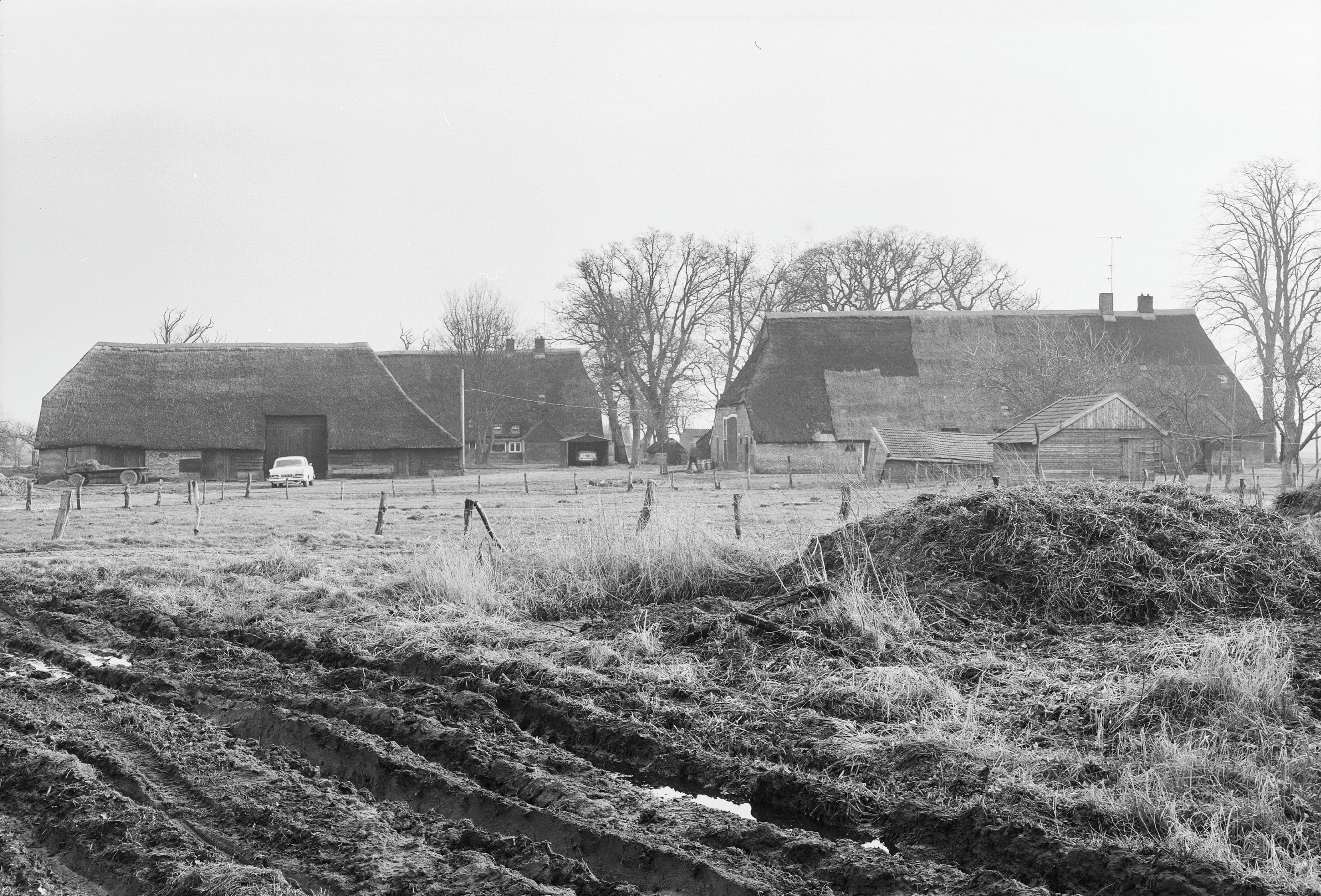
Groep Kiers
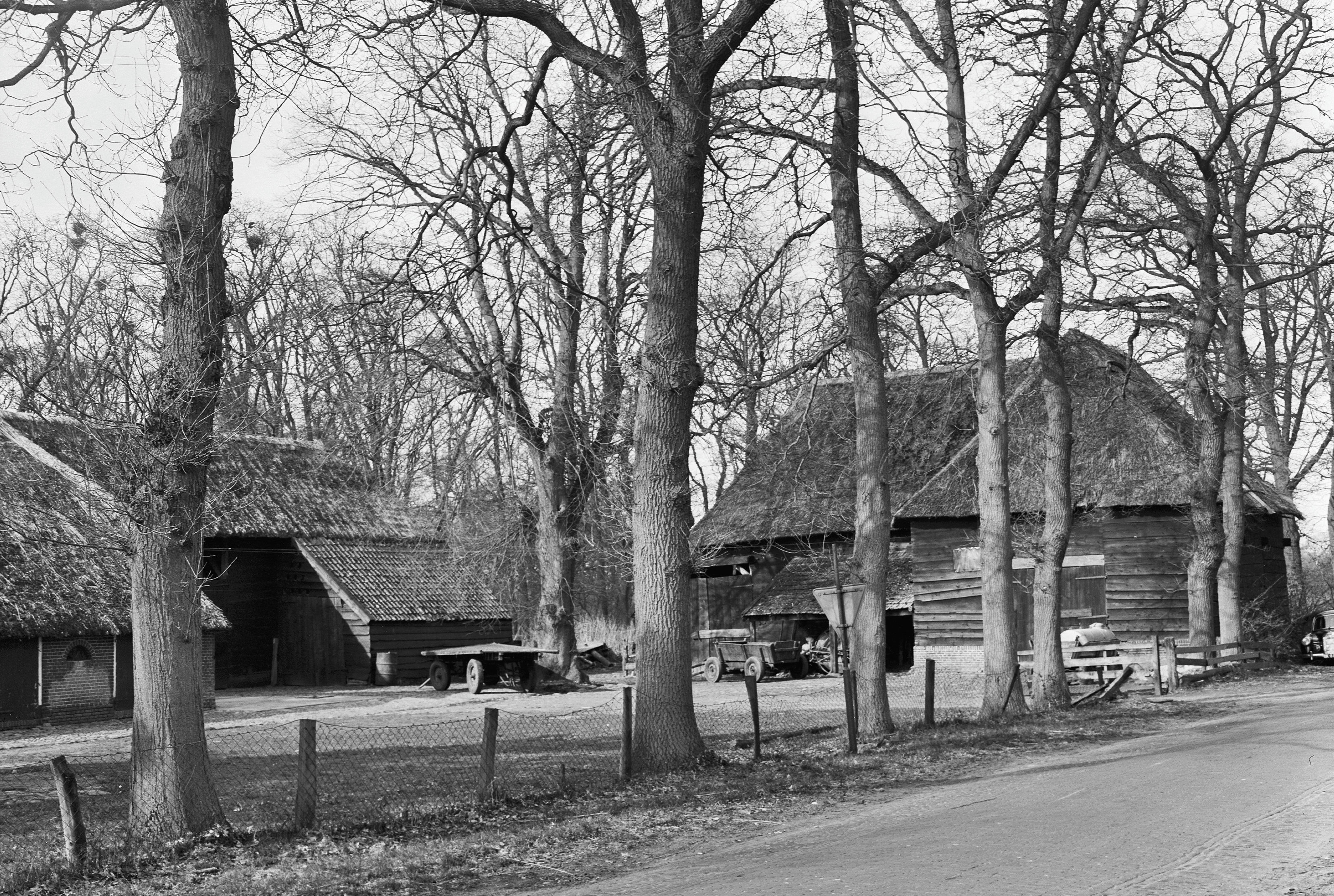
Hoogeveenseerfweg
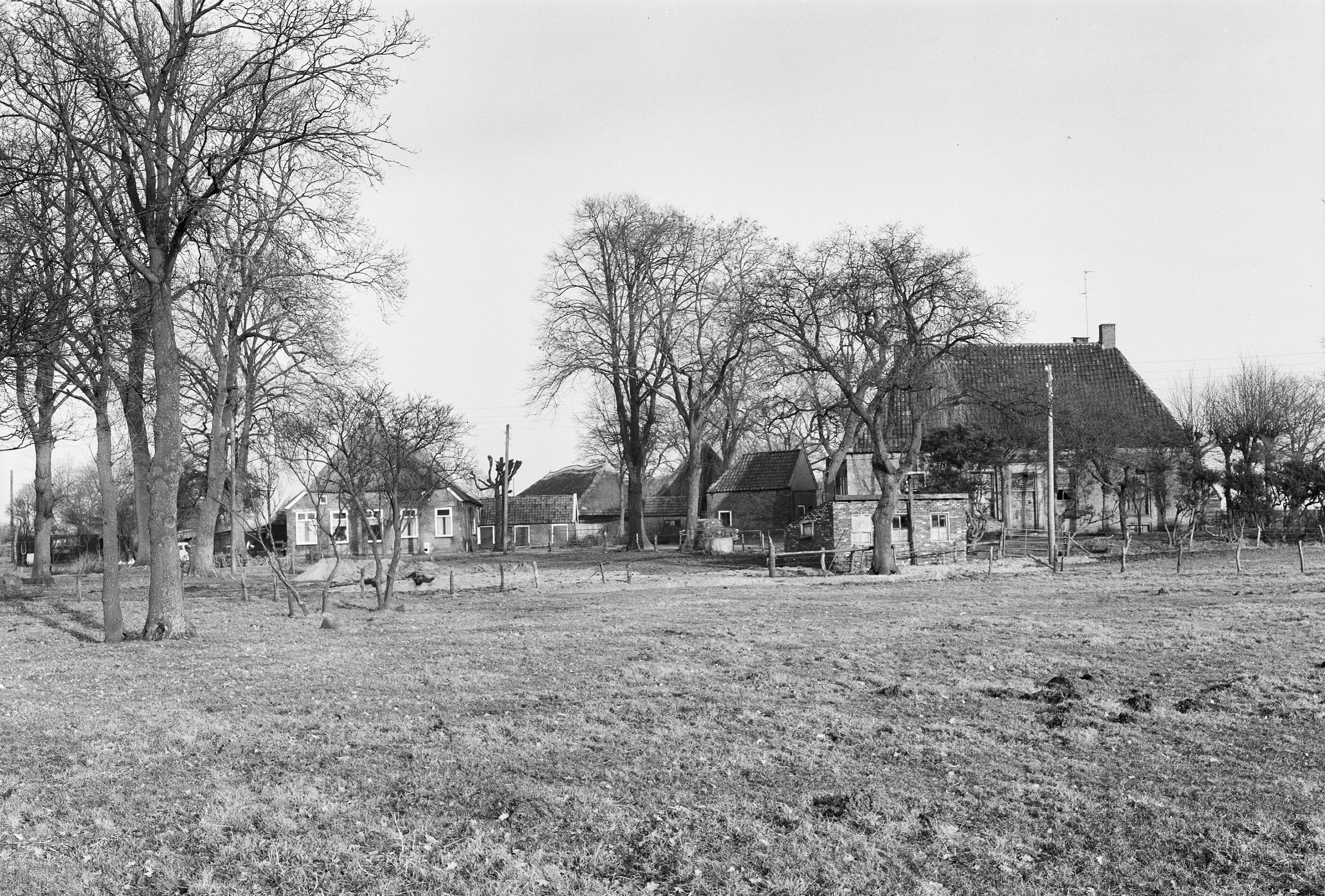
Groep Ten Heuvel